# جيم بيتس
جيم بيتس (بالإنجليزية: Jim Betts)‏ هو سياسي أمريكي، ولد في 1930. حزبياً، نشط في الحزب الجمهوري. وقد انتخب عضو مجلس نواب أوهايو.